# Andijon

Klimadiagramm von Andijon

Andijon oder Andischon (usbekisch Андижон [andiʤɒn]; russisch Андижан Andischan, auch als Andizhan transkribiert) ist eine Stadt im Osten Usbekistans mit 318.439 Einwohnern (Stand 1. Januar 2005). Sie liegt 475 Kilometer östlich von Taschkent im Ferghanatal und ist Hauptstadt und kultureller Mittelpunkt der Viloyat Andijon.

## Geschichte

### Frühere Zeit
Die Gründung der Stadt geht auf das 9. Jahrhundert zurück. Andijon entwickelte sich mit der Zeit zu einem wichtigen Handelsknotenpunkt an der Seidenstraße. In der zweiten Hälfte des 14. Jahrhunderts gehörte sie zum Timuridenreich, 1375 setzte Timur hier einen Statthalter ein. Im 15. Jahrhundert wurde sie zur Viloyathauptstadt erklärt.
Im 18. und 19. Jahrhundert war sie Teil des Khanats Kokand.
1876 nahmen russische Streitkräfte die Stadt ein. Der Andijon-Aufstand gegen die Herrschaft von Zar Nikolaus II. wurde im Jahre 1898 blutig niedergeschlagen.

### Neuzeit
Ein Erdbeben am 13. Dezember 1902 verursachte in Andijon schwere Schäden. Mehr als 4.000 Menschen starben.
Die Stadt ist Geburtsort des Begründers des Mogulreiches Mohammed Babur Khan (1483–1530). Als Sehenswürdigkeit gilt das im Jahre 1989 ihm zu Ehren eröffnete Museum.
In Andijon wurde 1952 auch der Künstler Peter Cheban geboren, ein Maler des romantischen Realismus.

Am Abend des 13. Mai 2005 ließ Islom Karimov, der von 1989 bis 2016 diktatorisch regierende Herrscher Usbekistans, Demonstrationen von Militäreinheiten und von Sondereinheiten des Innenministeriums niederschlagen. Dabei starben mehrere hundert Menschen. Über den Hergang gibt es widersprüchliche und keine unabhängigen Darstellungen. In der Nacht zuvor war ein Gefängnis von einer Gruppe Menschen gestürmt worden, die viele der circa 730 dort inhaftierten Gefangenen befreiten. Auslöser für die Unruhen war ein anstehender Prozess gegen 23 des Terrorismus bzw. radikalen Islamismus verdächtigte Personen. Ihnen wurden Kontakte zur verbotenen Hizb ut-Tahrir vorgeworfen. 

## Wirtschaft
Andijon ist ein Industriezentrum (Elektronik-, Textil-, Nahrungsmittelindustrie). In der Umgebung wird Baumwolle angebaut sowie Erdöl und Erdgas gefördert.

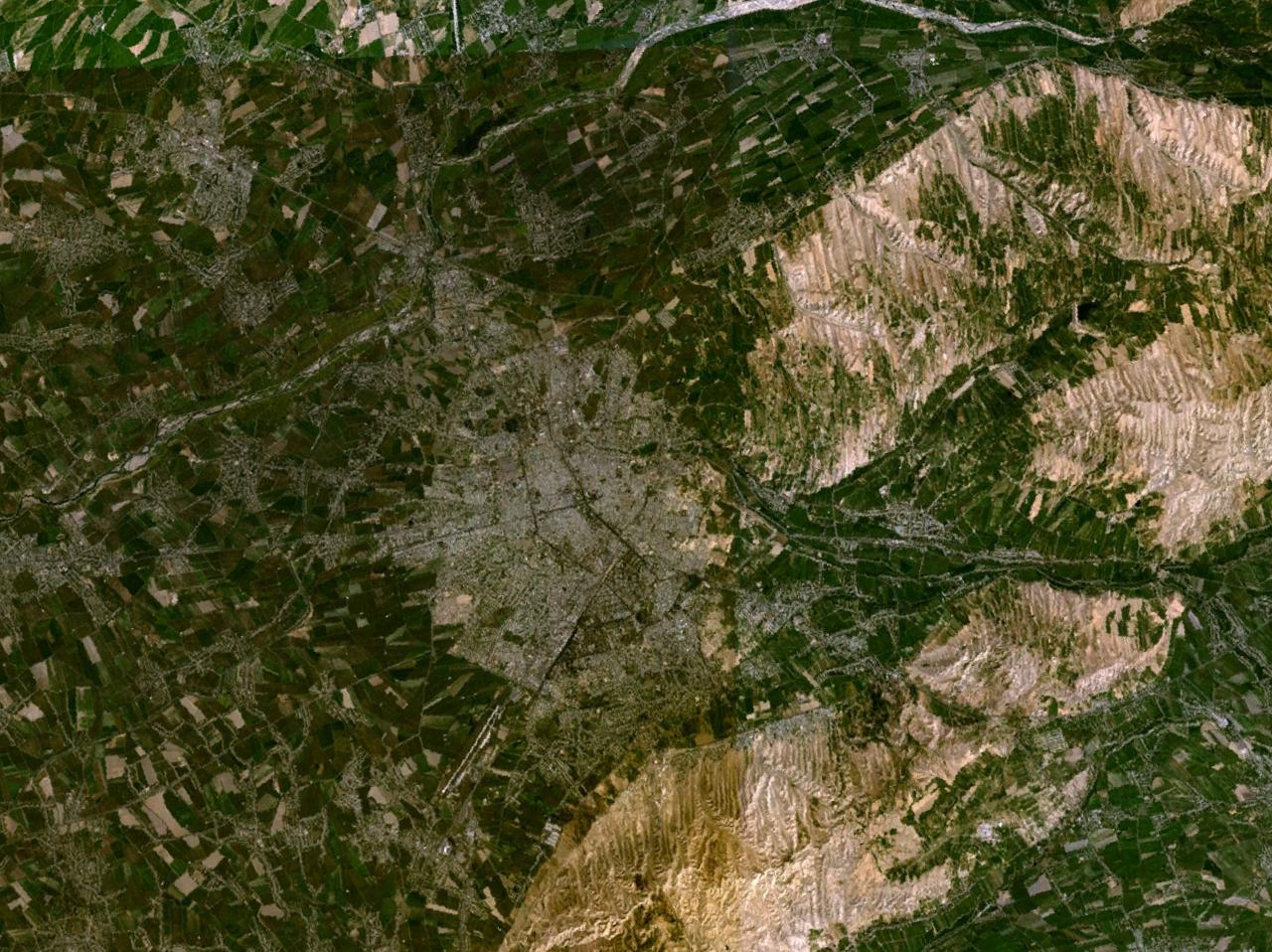
Satellitenfoto von Andijon

## Sport
Der örtliche Fußballverein FK Andijon spielt Stand 2023 in der höchsten Liga Usbekistans: Der Uzbekistan Super League. Sein Heimstadion ist das Stadion Soglom Avlod mit einem Fassungsvermögen von 18.360 Personen.

## Söhne und Töchter der Stadt
- Zahiruddin Muhammad Babur (1483–1530), Begründer des Mogulreiches in Indien; siehe auch: Babur-Gedächtnispark
- Nadira (1792–1842), Dichterin
- Abdulhamid Choʻlpon (1893–1938), Dichter und Schriftsteller[3]
- Iossif Naumowitsch Friedländer (1913–2009), sowjetisch-russischer Metallkundler
- Chaditscha Sulaimanowa (1913–1965), sowjetische Rechtswissenschaftlerin und Hochschullehrerin
- Natallja Schykalenka (1964–2025), sowjetisch-belarussische Speerwerferin
- Muhammadqodir Abdullayev (* 1973), usbekischer Olympiasieger im Boxen
- Ruslan Chagayev (* 1978), usbekischer Boxweltmeister der WBA
- Sevara Nazarxon (* 1978), usbekische Musikerin, Sängerin und Songschreiberin
- Ernes Sarykhalil (* 1983), ukrainischer Regisseur krimtatarischer Herkunft
- Bahodirjon Sultonov (* 1985), usbekischer Olympiasieger im Boxen
- Hasanboy Doʻsmatov (* 1993), usbekischer Olympiasieger im Boxen
- Bobirjon Omonov (* 2000), paralympischer Leichtathlet